# Regeringen Hans Hedtoft II
Regeringen Hans Hedtoft II var Danmarks regering 16. september 1950 – 30. oktober 1950.
Den bestod af følgende ministre fra Socialdemokratiet:
- Statsminister: Hans Hedtoft
- Udenrigsminister: Gustav Rasmussen
- Finansminister: Viggo Kampmann
- Arbejds- og boligminister: Johannes Kjærbøl
- Minister for offentlige arbejder: Frede Nielsen
- Socialminister: Johan Strøm
- Fiskeriminister: Christian Christiansen
- Forsvarsminister: Rasmus Hansen
- Landbrugsminister: Carl Petersen
- Minister uden portefølje: Vilhelm Buhl
- Undervisningsminister: Julius Bomholt
- Kirkeminister: Bodil Koch
- Minister for handel, industri og søfart: H.C. Hansen
- Justitsminister: K.K. Steincke
- Inderigsminister: Jens Smørum